# Хорн, Уффо Даниэль
Уффо Даниэль Хорн (нем. Uffo Daniel Horn; 1817—1860) — чешский поэт, прозаик и публицист.

## Биография
Уффо Даниэль Хорн родился 18 мая 1817 года в городе Трутнове. Изучал юриспруденцию в Праге и Вене.
Совместно с Вольфгангом Адольфом Герле (1781—1846) Хорн написал комедию «Die Vormundschaft», которая была опубликована в 1836 году в Штутгарте.
Писатель не остался в стороне от революционных событий в Праге 1848-1849 гг., приехав в чешскую столицу практически сразу, как узнал о них. Участвовал в шлезвиг-голштинском походе 1850 года, который и описал в «Von Idstedt bis zu Ende» изданном в 1851году.
Среди драматических произведений Хорна, наиболее известны «Camöens im Exil» (1839) и «König Ottokar» (1846). Также им были написаны новеллы «Böhmische Dorfer» 1847—50), «Aus drei Jahrhunderten» (1851) и «Bunte Kiesel» (1859), которые в своё время были довольно популярны. Его произведения охотно печатали и цитировали многие периодические печатные издания того времени.
Уффо Даниэль Хорн умер 23 мая 1860 года в родном городе.